# December 16.
December 16. az év 350. (szökőévben 351.) napja a Gergely-naptár szerint. Az évből még 15 nap van hátra.
Névnapok: Aletta, Etelka + Adelaida, Adelheid, Aggeus, Alba, Alett, Alitta, Alvina, Aser, Azár, Beáta, Elke, Euzébia, Fehéra, Fehérke, Heidi, Hófehérke, Nauzika, Özséb, Tihamér

## Események

### Politikai események
- 882 – II. Márton pápa megválasztása
- 955 – XII. János pápa megválasztása
- 1124 – Lemond trónjáról II. Celesztin pápa, miután december 15-én törvényesen megválasztották
- 1256 – IV. Béla magyar király kiváltságlevele az esztergomi Szent Adalbert főszékesegyház számára, amelyben először említik a Szent Koronát
- 1526 – Az ellenpárt Habsburg Ferdinándot kiáltja ki magyar királynak Szapolyai (Zápolya) János ellenében.[1]
- 1645 – I. Rákóczi György erdélyi fejedelem és III. Ferdinánd német-római császár között létrejön a linzi béke
- 1653 – Oliver Cromwell lesz Anglia, Skócia és Írország Lord Protectora
- 1773 – A bostoni teadélután, az amerikai függetlenségi háború előzménye
- 1832 – I. Ferenc király összehívja Pozsonyba az országgyűlést
- 1848 – Jellasics hadteste Bécs felől benyomul Magyarországra, Parndorfnál (későbbi magyar nevén Pándorfalu), a Fertő tó mellett vereséget mér a magyar csapatokra
- 1942 – A holokauszthoz vezető, a zsidó népirtás tervét szentesítő wannseei konferencia évében és szellemében e napon rendeli el Heinrich Himmler az összegyűjtött és fekete háromszöggel jelölt cigányok/romák auschwitzi koncentrációs táborba szállítását, ezzel elkezdődött a porajmos, a roma holokauszt
- 1942 – Kis-Szaturnusz ("Malij Szaturn,,) hadművelet (Sztálingrád környékén)
- 1944 – Nagyszabású német hadművelet (Wacht am Rhein) veszi kezdetét az amerikai csapatok által gyengén védett Ardennek hegységben. Az offenzíva azonban súlyos katasztrófának bizonyul, és gyakorlatilag karácsonyig kifullad
- 1956 – Uszta Gyula vezérőrnagy, a honvédelmi miniszter első helyettese elrendeli a Petőfi Sándor Katonai Politikai Akadémia beolvasztását a Zrínyi Miklós Katonai Akadémiába
- 1989 – Temesváron több száz ember élőláncban akadályozza Tőkés László református lelkész kilakoltatását. Ez az esemény indítja el a Ceauşescu kommunista diktatúráját megbuktató romániai forradalmat
- 1991 – Antall József miniszterelnök Brüsszelben aláírja a társulási szerződést
- 2003 – megtartja alakuló ülését a hágai Nemzetközi Bíróság Bős–nagymarosi vízlépcsőrendszerrel kapcsolatos döntéséből adódó kormányzati feladatokat koordináló tárcaközi bizottság
- 2007 – A dél-iraki Baszrában – a 2003 márciusa óta ott állomásozó – brit haderők (ünnepség keretében) átadják a hasonló nevű tartomány fölötti ellenőrzést az iraki kormánynak

### Tudományos és gazdasági események
- 1933 – Elindul az első budapesti trolibuszjárat Óbudán.
- 1947 – Megépítik az első működő tranzisztort a Bell Laboratórium (a híres Bell Labs) három kutatója: John Bardeen, Walter Brattain és William Shockley
- 1965 – Elindul az első napszél-kutató műbolygó, az amerikai Pioneer–6
- 1995 – Az Európai Gazdasági és Monetáris Unió tagállamai elhatározták, hogy a közös valuta neve euró lesz, egyben rögzítették az új pénznem bevezetésének időrendjét

### Kulturális események
- 2001 – Az UNESCO bizottsága a Fertő tó/Neusiedler See kultúrtájat a világörökség részévé nyilvánítja

#### Zenei események
- 1877 – Bemutatják Anton Bruckner  „3. szimfóniáját"
- 1893 – Bemutatják Antonín Dvořák „Új Világ” szimfóniáját

### Sportesemények
- 2001 – Női kézilabda világbajnokság, Olaszország  – Győztes: Oroszország
- 2007 – Női kézilabda világbajnokság, Franciaország  – Győztes: Oroszország

## Születések
- 1485 – Aragóniai Katalin spanyol királyi hercegnő,  II. (Aragóniai) Ferdinánd leánya, VIII. Henrik angol király első felesége († 1536)
- 1742 – Gebhard Leberecht von Blücher porosz vezértábornagy († 1819)
- 1770 – Ludwig van Beethoven német zeneszerző († 1827)
- 1775 – Jane Austen angol regényíró († 1817)
- 1790 – I. Lipót Belgium első királya († 1865)
- 1804 – Viktor Jakovlevics Bunyakovszkij orosz matematikus,  fizikus, a Cauchy–Bunyakovszkij–Schwarz-egyenlőtlenség egyik névadója († 1889)
- 1830 – Tisza Kálmán magyar nagybirtokos, politikus, Tisza István apja, miniszterelnök, az MTA tagja († 1902)
- 1833 – Lotz Károly magyar festőművész († 1904)
- 1834 – Léon Walras francia közgazdász († 1910)
- 1849 – Kőnig Gyula magyar matematikus, az MTA tagja († 1913)
- 1866 – Vaszilij Kandinszkij orosz absztrakt festő († 1944)
- 1871 – Jordán Károly magyar matematikus egyetemi tanár, az MTA tagja († 1959)
- 1872 – Réti István magyar festőművész († 1945)
- 1874 – Simay Imre magyar festőművész, szobrász, grafikus († 1955)
- 1882 – Keller Oszkár magyar zoológus, akadémiai tanár, agrártudós († 1955)
- 1882 – Kodály Zoltán Kossuth-díjas magyar zeneszerző, népzenekutató, zenetudós († 1967)
- 1883 – Kós Károly erdélyi magyar műépítész, író († 1977)
- 1885 – Vlagyimir Jevgrafovics Tatlin orosz festő, építész († 1953)
- 1899 – Arnold Büscher német SS tiszt, a Płaszówi koncentrációs tábor parancsnoka Amon Göth után († 1949)
- 1899 – Sir Noël Coward angol Oscar-díjas forgatókönyvíró († 1977)
- 1900 – Kalmár László Kossuth-díjas magyar filmrendező († 1980)
- 1901 – Margaret Mead amerikai antropológus, írónő († 1978)
- 1906 – Nyíri Tibor magyar író, forgatókönyvíró, színműíró († 1977)
- 1912 – Delly Rózsi magyar opera-énekesnő († 2000)
- 1913 – Kovács István atomfizikus, az MTA tagja († 1996)
- 1917 – Sir Arthur C. Clarke angol író, mérnök, természettudós. († 2008)
- 1920 – Les Leston (Leslie Leston) brit autóversenyző († 2012)
- 1921 – Aczél Tamás Kossuth-díjas magyar író, költő († 1994)
- 1922 – Lukács József magyar filozófus, vallástörténész, egyetemi tanár, az MTA tagja († 1987)
- 1926 – Oláh István honvédelmi miniszter († 1985)
- 1928 – Dobai Vilmos Jászai Mari-díjas magyar színházi rendező, érdemes művész († 2012)
- 1932 – Henry Taylor (Henry Charles Taylor) brit autóversenyző († 2013)
- 1932 – Jelenits István magyar irodalomtörténész, szerzetes, tanár († 2024)
- 1936 – Karády Viktor franciaországi magyar szociológus, társadalomtörténész, az MTA tagja
- 1938 – Liv Ullmann Oscar-díjas norvég színésznő
- 1939 – Várhegyi Márta magyar operettprimadonna, színésznő († 2021)
- 1943 – Koltai Róbert Jászai Mari-díjas magyar színész, rendező
- 1945 – Evy (Evelyne Verrechia, később használt nevén Evelyn Lenton) francia yé-yé- és popénekes
- 1946 – Benny Andersson svéd énekes, az ABBA együttes tagja
- 1947 – Ben Cross brit színész († 2020)
- 1947 – Anna Nehrebecka lengyel színésznő
- 1949 – Béki Gabriella szociológus, a Szabad Demokraták Szövetségének alapító tagja
- 1949 – Billy Gibbons, a ZZ Top gitárosa
- 1951 – Waszlavik („Gazember”) László magyar rockzenész
- 1953 – Szikora Róbert magyar zenész, az R-GO énekese
- 1957 – Pilinczes József magyar színész
- 1962 – Zsíros Ágnes magyar színésznő († 1999)
- 1973 – Mariza (er. Marisa dos Reis Nunes) mozambiki születésű portugál fadoénekesnő
- 1976 – Roman Serov izraeli műkorcsolyázó
- 1984 – Puskás Péter magyar énekes
- 1990 – Babócsai Réka magyar színésznő
- 1987 – Chris Newman ír színész
- 1999 – Dolan ikrek amerikai humorista duó
- 2001 – Kai Cenat amerikai streamer

## Halálozások
- 714 – II. Pippin frank király (* 635 vagy 640)
- 882 – VIII. János pápa
- 1325 – Valois Károly névleges aragóniai király és latin császár, (* 1270)
- 1598 – I Szunsin koreai admirális, nemzeti hős, hét tengeri csatát nyert a japánok ellen (* 1545)
- 1672 – II. János Kázmér lengyel király III. Zsigmond lengyel és svéd király, valamint Habsburg Konstancia osztrák főhercegnő fia, IV. Ulászló testvére (* 1609)
- 1687 – William Petty angol közgazdász és filozófus (* 1623)
- 1816 – Benkő Ferenc református lelkész, mineralógus (* 1745)
- 1859 – Wilhelm Grimm német író, irodalomtörténész, nyelvész (* 1786)
- 1861 – Karol Lipiński lengyel virtuóz hegedűművész, zeneszerző és zenepedagógus (* 1790)
- 1878 – Karl Gutzkow német költő és író (* 1811)
- 1897 – Alphonse Daudet francia író (* 1840)
- 1898 – Pavel Mihajlovics Tretyjakov orosz műgyűjtő, kereskedő, az Állami Tretyjakov Galéria alapítója (* 1832)
- 1900 – Karl Julius Schröer osztrák költő, író, tanár (* 1826)
- 1921 – Camille Saint-Saëns francia zeneszerző (* 1835)
- 1923 – Kacsóh Pongrác magyar zeneszerző, zenepedagógus (* 1873)
- 1925 – Cserzy Mihály magyar író (* 1865)
- 1933 – Schlesinger Lajos matematikus, egyetemi tanár, akadémikus (* 1864)
- 1942 – Czabán Samu néptanító, újságíró (* 1878)
- 1965 – William Somerset Maugham angol író, drámaíró (* 1874)
- 1966 – Kohán György Kossuth-  és Munkácsy Mihály-díjas magyar festőművész (* 1910)
- 1967 – Eugène Pollet olimpiai bronzérmes francia tornász (* 1886)
- 1967 – Gellért Oszkár Kossuth- és Baumgarten-díjas magyar költő (* 1882)
- 1971 – Gárdonyi László magyar színész, érdemes művész (* 1908)
- 1972 – Ferdinand Čatloš, szlovák katonatiszt, vezérkari főnök (* 1895)
- 1973 – Károlyi Viktor magyar földbirtokos, országgyűlési képviselő (* 1902)
- 1975 – Luigi Plate olasz autóversenyző (* 1894)
- 1978 – Békés Rita Jászai Mari-díjas magyar színésznő (* 1925)
- 1978 – Magyari Tibor magyar színész (* 1910)
- 1980 – Harland Sanders amerikai üzletember, a KFC alapítója (* 1890)
- 1982 – Colin Chapman (Anthony Colin Bruce Chapman) brit versenyautó konstruktőr, a Lotus sportautómárka  és a legendás Lotus Formula–1-es csapat megalkotója (* 1928)
- 1984 – Pécsi László Munkácsy Mihály-díjas magyar textiltervező iparművész (* 1929)
- 1989 – Lee van Cleef amerikai színész (* 1925)
- 1989 – Oscar Alfredo Gálvez argentin autóversenyző (* 1913)
- 1989 – Silvana Mangano olasz filmszínésznő (* 1930)
- 1991 – Tamási Eszter magyar tévébemondó (* 1938)
- 1991 – Vas István Kossuth- és József Attila-díjas magyar író, költő (* 1910)
- 2001 – Stefan Heym (er. Helmut Flieg), német író (* 1913)
- 2005 – John Spencer amerikai színész (* 1946)
- 2012 – Jakobovits Miklós Munkácsy Mihály-díjas magyar festőművész (* 1936)
- 2017 – Fábián Juli magyar énekesnő (* 1980)
- 2018 – Kovács Magda magyar zongoraművész, ének- és zenetanár (* 1937)
- 2022 – Siniša Mihajlović szerb labdarúgó, labdarúgóedző (* 1969)

## Nemzeti ünnepek, emléknapok, világnapok
- A Magyar kórusok napja Kodály Zoltán születésnapján 2017 óta.
- Banglades: győzelem napja, a pakisztáni csapatok feletti győzelem ünnepe.

→Sablonvita:Ünnepek/12-16:
- Burgundi Szent Adelheid (Szent Etelka), I. Ottó német-római császár feleségének emléknapja[2][3]
- a függetlenség napja Kazahsztánban (a Szovjetuniótól való 1991-es elszakadás évfordulóján)[4]
- nemzeti ünnep Bahreinben (a britek 1971-es kivonulásának, valamint Isa bin Salman Al Khalifa trónralépésének emlékére)[5][6]